# Paonias excaecatus
Espèce
Paonias excaecatus est une espèce d'insectes lépidoptères (papillons) de la famille des Sphingidae, à la sous-famille des Smerinthinae, à la tribu des Smerinthini et au genre Paonias.

## Répartition et habitat
Répartition
L'espèce est connue en Nouvelle-Écosse, au Nouveau-Brunswick et dans l'Île-du-Prince-Édouard, et dans le reste du Canada jusqu'en Colombie-Britannique. Aux États-Unis, vers le sud jusqu'à la Floride à l'est et vers l'ouest jusqu'à l'est de la Californie et jusqu'au sud jusqu'au centre du Texas.

## Description
L'envergure de l'imago varie de 60 à 85 mm. Les Paonias excaecatus peuvent être distingués des autres espèces du genre Paonias principalement par le bord externe des ailes antérieures. Chez Paonias excaecata, elle est très ondulée sur toute la longueur, alors que chez Paonias myops elle est assez régulière avec des arcs près de la pointe et de l'angle anal et presque exactement comme chez Paonias astylus. Sur la face inférieure des ailes antérieures, la base est colorée en rose, ce qui la distingue des autres espèces du genre. Les papillons sont variables en taille et en couleur. Les individus des régions de  prairie ont tendance à être plus petits et de couleur plus foncée, tandis que les individus du sud des États-Unis sont beaucoup plus grands. En outre, la proportion de rose sur le dessous de l'aile antérieure est variable.

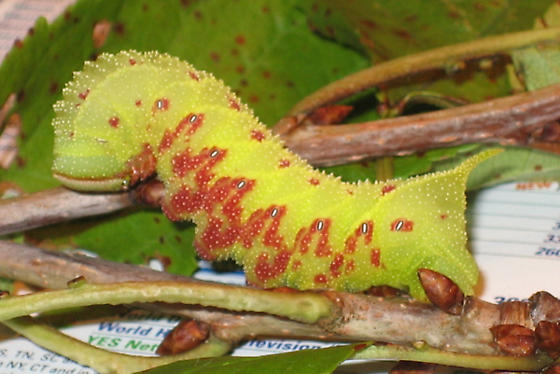
La chenille
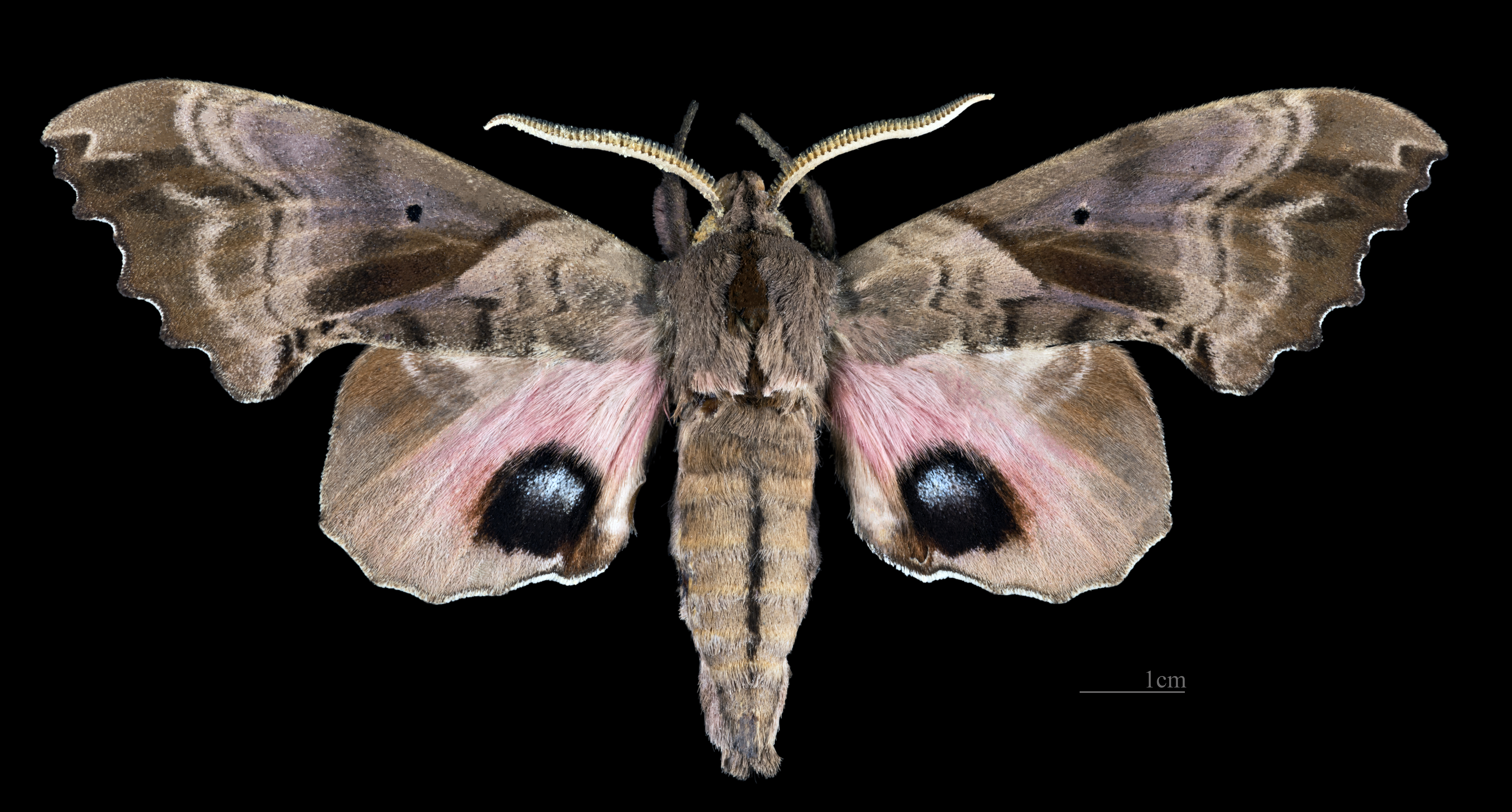
Apers du mâle (coll.MHNT)
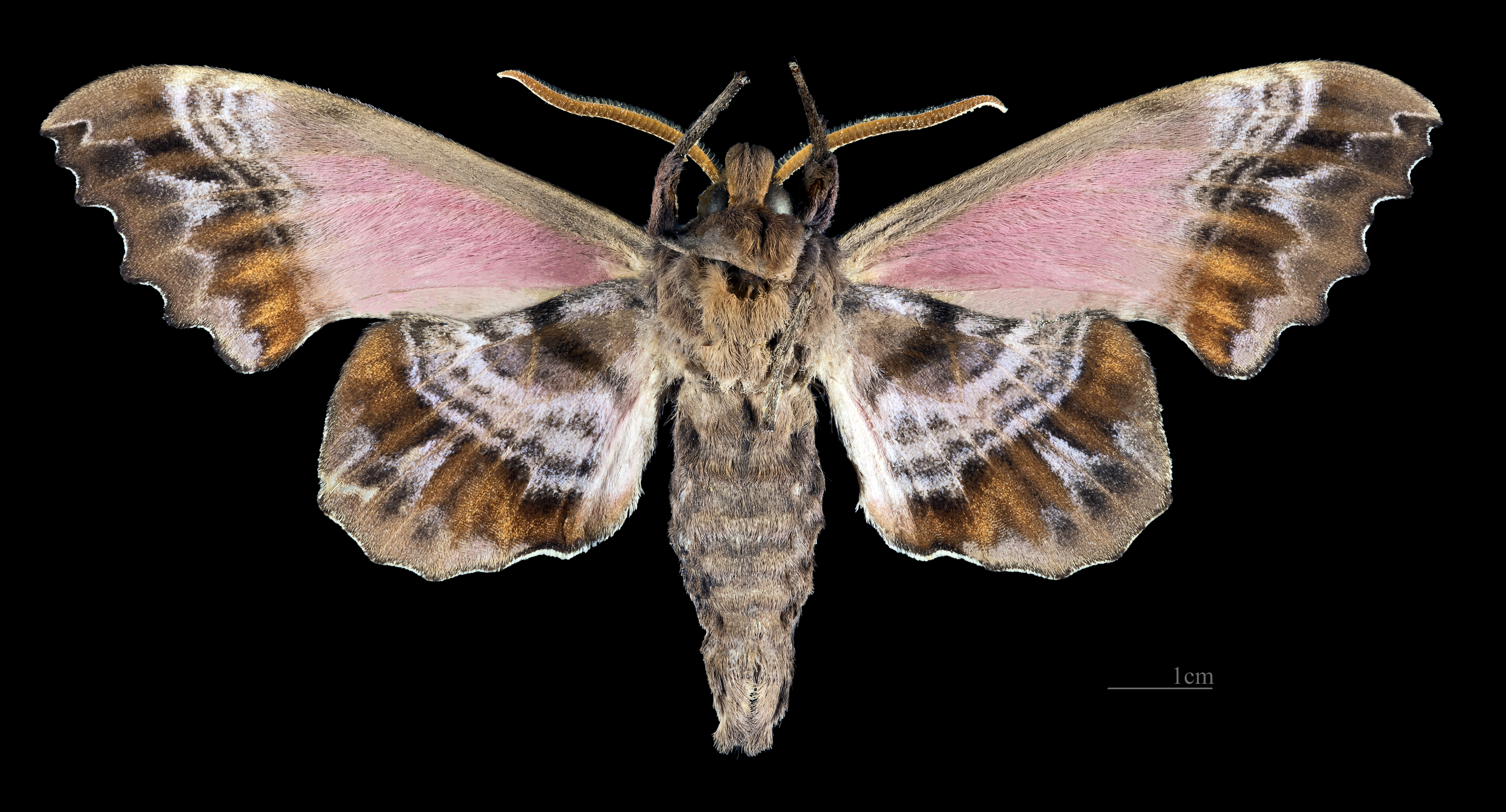
Revers du mâle (coll.MHNT)
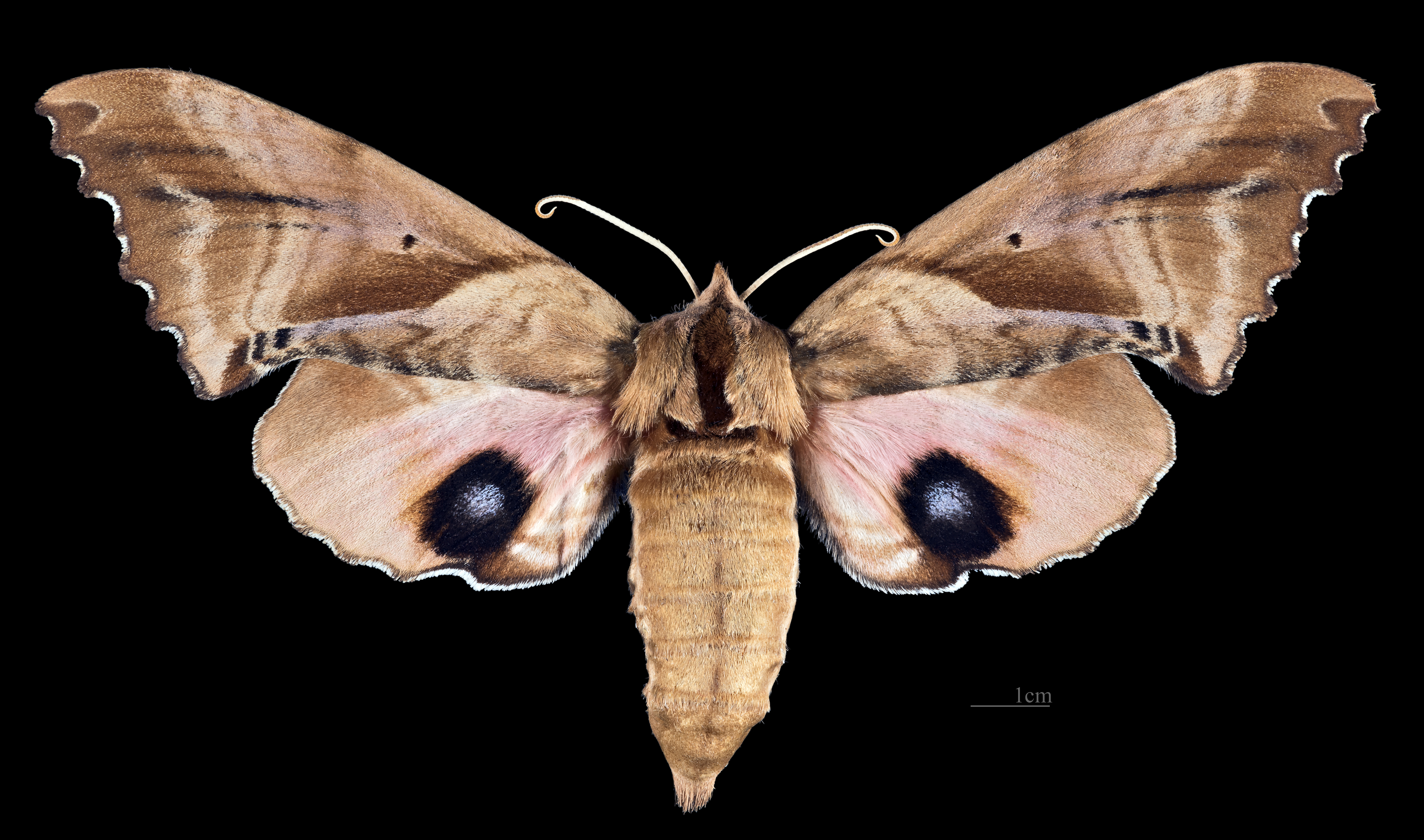
Apers de la femelle (coll.MHNT)
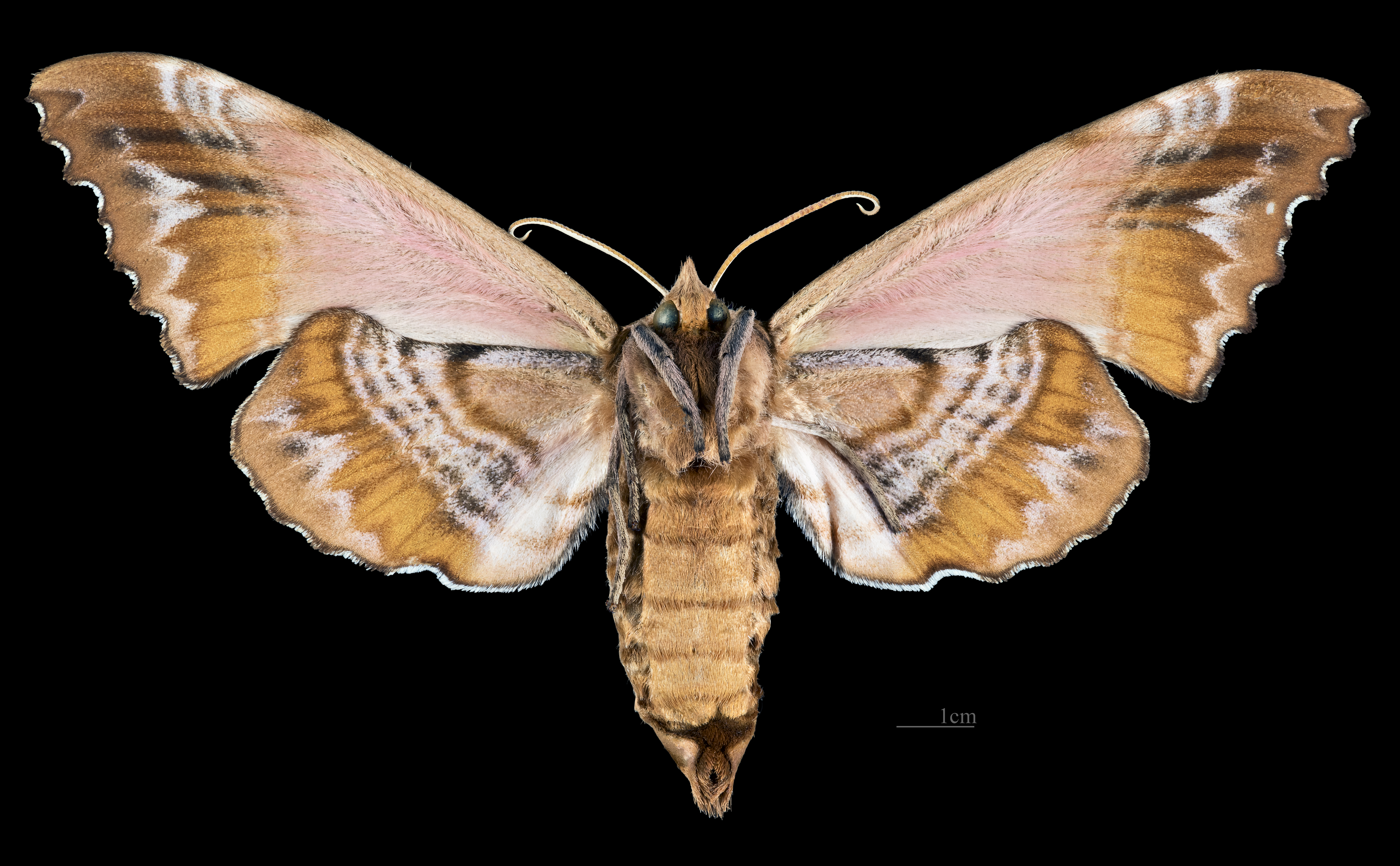
Revers de la femelle (coll.MHNT)

## Biologie
Les papillons adultes sont nocturnes ; après une brève période d'activité après le crépuscule, ils semblent préférer les dernières heures de la nuit. 
Les œufs sont jaune verdâtre et petits. Les chrysalides éclosent après environ 8 jours. Les sources primaires de nourriture pour les chenilles sont les arbres à feuilles caduques tels que les saules, les bouleaux et les cerisiers, ainsi que les arbustes. Comme le reste de la famille des Sphingidae, ils s'enfouissent lentement dans le sol pour se nymphoser. Une fois qu'ils quittent leur chrysalide, les adultes s'accouplent presque immédiatement. Les adultes ne nourrissent pas.

## Systématique
- L'espèce a été décrite par l'entomologiste britannique James Edward Smith en 1797, sous le nom initial de Sphinx excaecata[1].

### Synonymie
- Sphinx excaecata Protonyme J. E. Smith, 1797
- Paonias pavonina Geyer, 1837[2]
- Calasymbolus excaecata pecosensis Cockerell, 1905[3]
- Calasymbolus excaecata borealis Clark, 1929[4]